# 長萬部町
長萬部町（日语：／ Oshamanbe chō */?）是北海道渡島綜合振興局北部的城鎮，位於渡島半島連結北海道道央和道南的交通要道。東邊面向內浦灣，其餘三面皆被山所環繞。境內大部分為山地，主要的山岳包括長萬部岳（972.4公尺）和寫萬部山（498.8公尺），主要河川則為長萬部川。海岸大多為沙岸，海水較淺。產業以酪農業、漁業和林業為主，漁獲有帆立貝和北海道毛蟹等。
本地氣候屬柯本氣候分類之濕潤亞寒帶氣候或濕潤大陸性氣候，降雪量大，與週邊市町村一同被指定為特別豪雪地帶。
長萬部町從昭和時代起因地處交通要衝而繁榮，但現今面臨人口嚴重減少的問題。當地的商店停止營運的情形相當嚴重，鎮上唯一的書店在2017年關門，使長萬部町成為沒有書店的地區。
町名源自阿伊努語的「o-samam-pet」（下游橫躺的河流）、「o-samam-pe」（下游有很多鰈魚）或「upas-samam-pe」（雪鰈魚）。

## 人口
長萬部村改制為町以前，人口為16,446人，但靜狩金礦的長萬部礦場礦場關閉後員工開始遷離。1965年（昭和40年）人口達到15,349人，此後持續減少。不過在1987年東京理科大學成立基礎工學部長萬部校區，故本地15歲至19歲男性人口比例特高。

## 歷史
- 1773年：建立番屋可供旅行者住宿。[6]
- 1873年：任命名次竹內彌兵衛為副戶長（相當於村長），被視為正式建村的開始。
- 1906年4月1日：長萬部村成立為北海道二級村。
- 1923年4月1日：長萬部村成為北海道一級村。
- 1943年2月11日：長萬部村改制為長萬部町。
- 1954年：首次探勘到天然氣。
- 1955年：探勘天然氣期間，發掘出溫泉水，成為現在的長萬部溫泉的泉源。
- 1959年：開始供應天然氣。

## 交通

### 鐵路
- 北海道旅客鐵道
  - 函館本線：國縫車站 - 中之澤車站 - 長萬部車站 - 二股車站
  - 室蘭本線：長萬部車站 - 靜狩車站
  - 北海道新幹線（預定興建）: 長萬部車站
  - 北海道南回新幹線（計畫中）: 長萬部車站
  - 瀨棚線：已停駛

### 道路
| 高速道路 - 道央自動車道：國縫休息區 - 國縫交流道 - 長萬部交流道 - 靜狩休息區 一般國道 - 國道5號 - 國道37號 - 國道230號 | 主要地方道 - 北海道道9號壽都黑松內線 道道 - 北海道道842號大峯雙葉線 - 北海道道1141號長萬部公園線 |

### 巴士
- 函館巴士
- 二世古巴士

## 觀光景點
| - 長萬部溫泉 - 和平祈念館 - 植木蒼悅記念館 - 町民中心（鄉土資料室/鐵道村） | - 東蝦夷地南部藩陣屋跡（國指定史跡） - 二股溫泉的石灰華（北海道指定天然記念物） - 飯生神社例大祭（8月） - 花火！108發（12月） |

## 教育

### 大學
- 東京理科大學長萬部校區 （页面存档备份，存于）

### 高等學校
- 道立北海道長萬部高等學校 （页面存档备份，存于）

### 中學校
- 長萬部町立長萬部中學校

### 小學校
| - 長萬部町立長萬部小學校 - 長萬部町共立小學校 | - 長萬部町國縫小學校 - 長萬部町靜狩小學校 | - 長萬部町中之澤小學校 |

## 本地出身之名人
- 西部邁：大學教授
- 和田芳惠：作家

## 外部連結
- （日語） 長萬部町商工會 （页面存档备份，存于）
- （日語） 長萬部溫泉協會 （页面存档备份，存于）